# アブラハム・ベヘイン
アブラハム・ベヘイン（Abraham Jansz. Begeyn、1637年ころ – 1697年6月11日）はオランダの画家、版画の下絵師である。静物画や、都市景観図、イタリアの風景などを描いた。風景画を描いたニコラース・ベルヘムの弟子であったと考えられているが、その作品には風景画家のヤン・アセリンや静物画を描いたオットー・マルセウス・ファン・スリークの影響も見られる。

## 略歴
ライデンで生まれた。ベヘインの制作年がわかっている最も古い作品は1653年のもので、1655年にライデンの聖ルカ組合に加入している。1659年から1660年にフランスやイタリアを旅し、パリやローマ、ナポリを訪れた。1672年にアムステルダムで活動した後、1873年から、イギリスで働き、ウィレム・ファン・デ・フェルデ(Willem van de Velde de Jonge)やディルク・ファン・ベルヘン(Dirck van Bergen)とともに、ロンドン、リッチモンドの貴族の館、ハム・ハウスの装飾の仕事をし、ローダーデイル伯爵の注文で3点の絵を描いた。1681年から1685年の間はデン・ハーグで活動した。
1688年にベルリンに移り、ブランデンブルク選帝侯フリードリヒ3世（後にプロイセン王フリードリヒ1世となる）の宮廷画家となった。ドイツ各地を旅し、風景を描いた。ベルリンで装飾画を描く足場から落ちて、亡くなった。
ベヘインの作品はエルミタージュ美術館やロンドンのナショナル・ギャラリー、コートールド美術研究所、ベルギー王立美術館などに収蔵されている。

## 作品

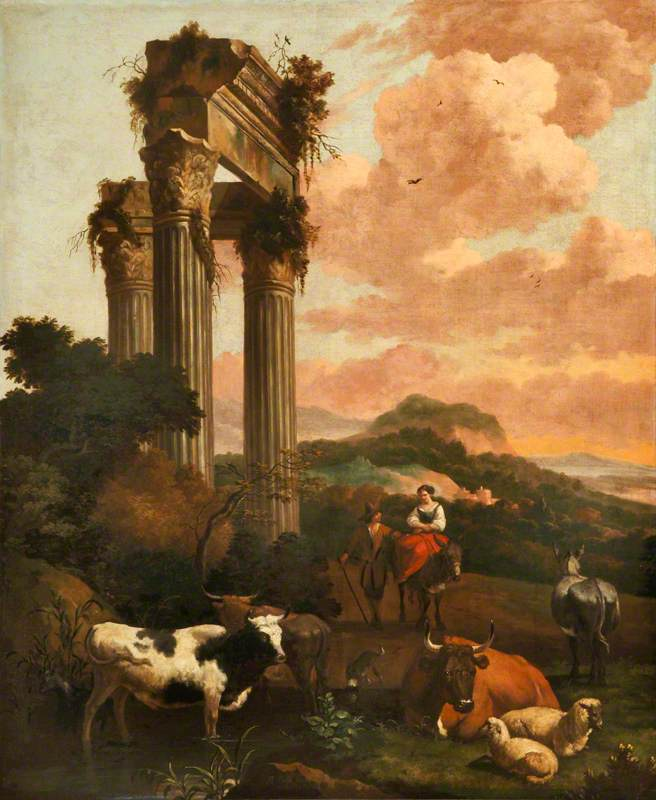
人物と家畜、廃墟のある風景
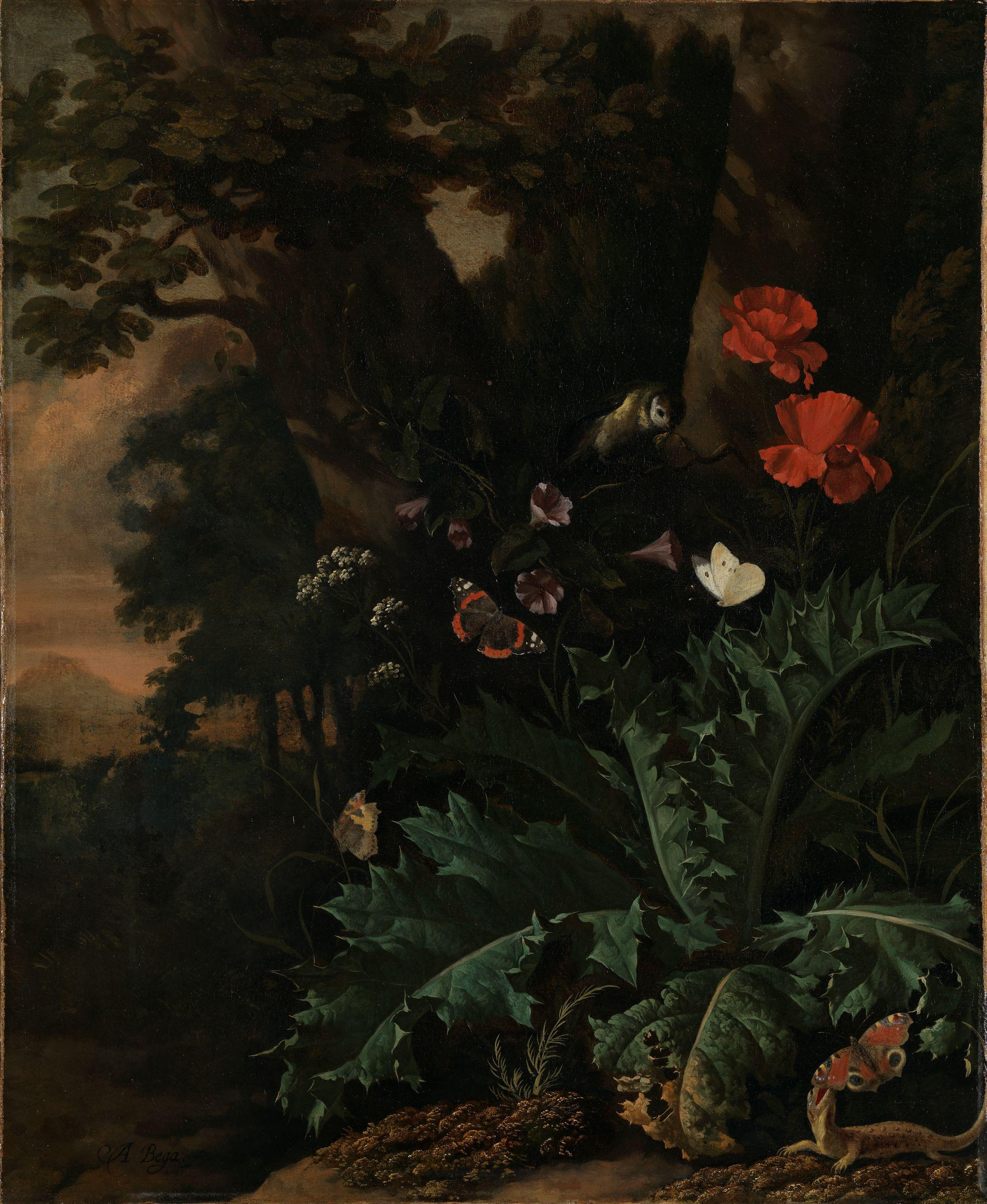
「蝶と花」
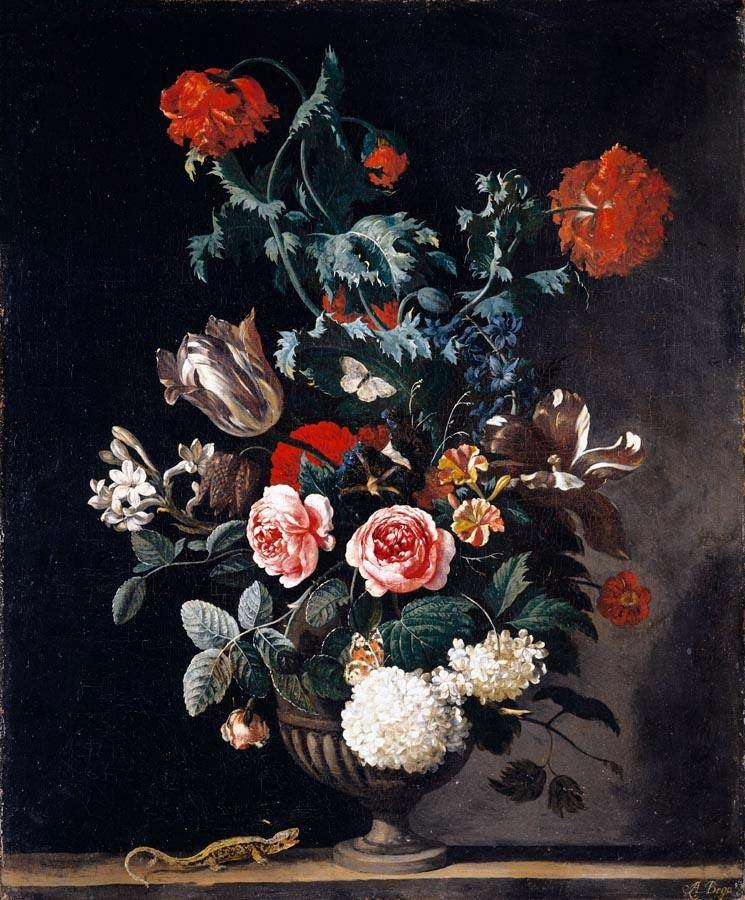
「石製の花瓶の花」
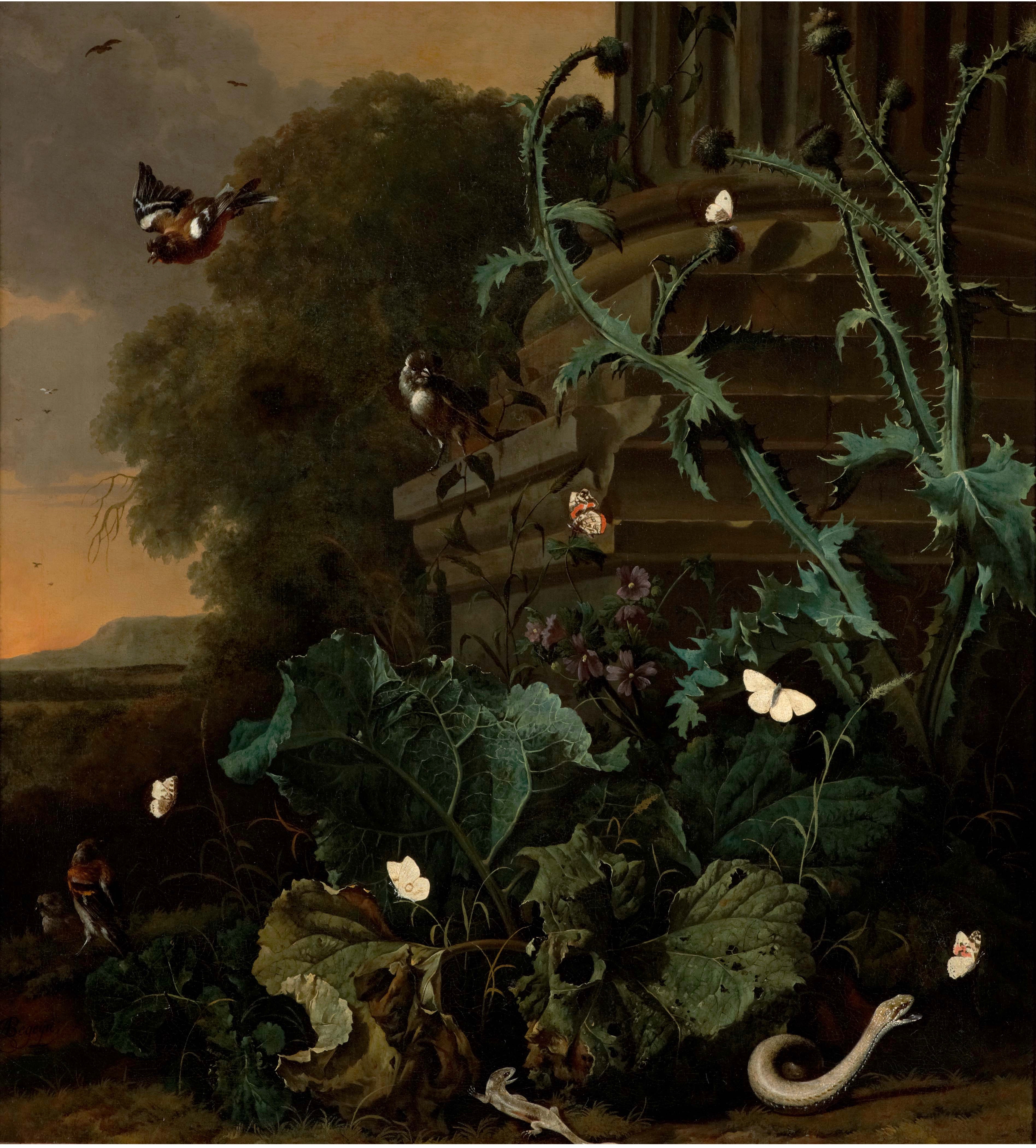
植物や動物とイタリア風の風景